# Judge Rotenberg Educational Center
Das Judge Rotenberg Educational Center, in der öffentlichen Berichterstattung meist Judge Rotenberg Center (JRC), bis 1994 als Behavior Research Institute (BRI) bekannt, ist ein Betreiber von Betreuungseinrichtungen für behinderte und verhaltensauffällige Schüler in Canton, Massachusetts. Das JRC bietet langfristige stationäre Unterbringung mit Verhaltenstherapien und Bildungsangeboten für Kinder und Erwachsene mit schweren Entwicklungs- und Verhaltensstörungen an. Im Jahr 2007 hatte das JRC 900 Mitarbeiter. Der Umsatz betrug im Geschäftsjahr 2010/2011 mehr als 55 Millionen Dollar bei etwa 240 ständigen Patienten, der Umsatz pro Schüler wurde mit mehr als 200.000 Dollar angegeben.
Das JRC macht zur Verhaltenstherapie von Zwangsmitteln wie Fixierungen und Nahrungsentzug ausgedehnten Gebrauch und betreibt heute die einzigen Einrichtungen in den Vereinigten Staaten, die Elektroschocks zur Behandlung von geistig behinderten oder schwer in ihrer Entwicklung gestörten Menschen, einschließlich Autisten, einsetzen.
Das Judge Rotenberg Center hat eine lange Geschichte von Misshandlungsvorwürfen und nachfolgenden Auseinandersetzungen mit Behörden und Bürgerrechtsorganisationen. Bereits in den 1980er Jahren versuchte der Staat Massachusetts vergeblich, die Schließung des Institutes gerichtlich durchzusetzen. In Erinnerung an den verstorbenen Richter Ernest Rotenberg, der 1987 mit seiner Entscheidung den Fortbestand des damaligen BRI gesichert hatte, wurde 1994 der Name „Judge Rotenberg Educational Center“ angenommen.
Im Mai 2011 wurde der 77-jährige Gründer des JRC, Matthew L. Israel, im Zusammenhang mit 2007 erfolgten Misshandlungen wegen der Vernichtung von Beweismitteln und Zeugenbeeinflussung angeklagt. Im Rahmen einer Vereinbarung mit der Staatsanwaltschaft legte er die Leitung des Zentrums nieder, um einer mehrjährigen Haftstrafe zu entgehen. Dem JRC wurde auferlegt, die Misshandlungen von 2007 und die gegen eine Wiederholung solcher Vorfälle getroffenen Maßnahmen von einem unabhängigen Gutachter überprüfen zu lassen.
Die Veröffentlichung einer Videoaufnahme eines Schülers, der Elektroschocks erhält, war im Jahr 2010 Anlass zu öffentlicher Empörung und führte zu einer Beschwerde an den UN-Sonderberichterstatter über Folter, Manfred Nowak. 2012 kam es zu erneuten Protesten und zu einer neuerlichen Beschwerde an Nowaks Amtsnachfolger Juan Ernesto Méndez, der die Praktiken wie sein Vorgänger als Folter bezeichnete. In seinem im März 2013 vorgelegten Bericht über weltweite Anwendung von Folter ging Méndez ausführlich auf das JRC ein.
Im Oktober 2011 untersagte die Aufsichtsbehörde des Staates Massachusetts allen therapeutischen Einrichtungen, neu aufgenommene Patienten mit starken Zwangsmitteln zu behandeln. Ausgenommen waren Patienten, für die am 1. September 2011 ein gerichtlich verfügter Therapieplan vorlag. Mit Wirkung vom Frühjahr 2013 stellten die Centers for Medicare and Medicaid Services die Zahlung von Leistungen aus dem Medicaid-Programm an alle Einrichtungen ein, in denen Patienten mit Elektroschocks behandelt werden. Der Staat New York erklärte Anfang 2013 seine Absicht, für die im JRC untergebrachten Schüler bis zum Juni 2014 Plätze in anderen Einrichtungen innerhalb des Bundesstaates zu schaffen.

## Zielsetzung und Methoden
Die Unternehmenspolitik des Judge Rotenberg Center beinhaltet die Aufnahme fast aller Patienten. Die Einrichtung unternimmt eine aktive Behandlung mit einem am Behaviorismus orientierten Ansatz, der eigenen Angaben zufolge ausschließlich auf eine Normalisierung ausgerichtet ist. Zu den therapeutischen Mitteln gehören der häufige Einsatz von positiver Bestärkung, Videoüberwachung der Mitarbeiter und die Option zum Einsatz von Zwangsmitteln, von denen die Anwendung von Elektroschocks am meisten umstritten ist. Das JRC nutzt die Aversionstherapie als Teil ihres Rund-um-die-Uhr-Programms zur Verhaltenstherapie. Der Einsatz von Zwangsmitteln rief Proteste hervor und führte zu Aufrufen verschiedener Gruppen, die sich für die Rechte Behinderter einsetzen und den Schutz vor derartigen Behandlungsmethoden forderten.
Im Judge Rotenberg Center werden zwei Sekunden währende Elektroschocks mit dem Graduated Electronic Decelerator (GED) verabreicht -- einem Gerät, das dazu dient, mittels einer Fernbedienung Stromstöße über ständig an der Haut befestigte Elektroden zu verabreichen. Die Betreuer tragen am Gürtel zahlreiche Fernbedienungen mit dem Bild und dem Namen der Schüler, um schnell und gezielt Bestrafungen durchführen zu können.
Die ebenfalls angewandte automatische Bestrafung besteht darin, dass die Patienten gezwungen werden, auf einem Kissen zu sitzen. Sobald sie versuchen aufzustehen, erhalten sie einen automatisch ausgelösten Stromschlag. Zur Behandlung nur gelegentlich auftretender aber gefährlicher Verhaltensweisen dient die „Behavior Rehearsal Lesson“. Die Person ist dabei gefesselt und wird zu ihrem Fehlverhalten gezwungen. Verweigert sie sich, erhält sie einen Stromschlag. Wenn sie der Aufforderung zum gefährdenden Verhalten folgt, erhält sie einen noch stärkeren Stromschlag.
Diese Art der Verabreichung von Stromschlägen ist als Strafmaßnahme, die Schmerzen verursachen soll, nicht mit der Elektrokrampftherapie zu verwechseln, bei der die Patienten unter Kurznarkose stehen und die in weit geringerem Maß der Kritik ausgesetzt ist. In der wissenschaftlichen Literatur veröffentlichte positive Bewertungen von Elektroschocks als Mittel der Aversionstherapie stammen überwiegend von Mitarbeitern des Judge Rotenberg Center.
Das JRC entgegnet auf die Vorwürfe der Misshandlung, dass Elektroschocks nur verabreicht würden, wenn sich die positive Bestärkung als wirkungslos bei der Verhinderung gewalttätigen, selbstverletzenden Verhaltens erwiesen hätte. Im Jahr 2013 wurden von etwa 240 Patienten ein Drittel mit Elektroschocks behandelt.

## Matthew L. Israel
Matthew L. Israel, der spätere Gründer und langjährige Leiter des Judge Rotenberg Educational Center, begann 1950 ein Studium an der Harvard University in Cambridge, Massachusetts. Bereits zu Beginn seines Studiums fiel ihm der utopische Roman Walden Two in die Hände, in dem der Verhaltenspsychologe B. F. Skinner den Entwurf einer utopischen Gesellschaft darlegt. In jener fiktiven Gesellschaft wird das Verhalten der Bewohner zum Nutzen der Gesellschaft manipuliert. Während der folgenden zehn Jahre studierte Israel bei Skinner, der an der Harvard University unterrichtete, und erwarb 1960 den Doktorgrad in Psychologie. Noch in einem Interview im Jahr 2007 brachte Israel die Gründungsgeschichte des Behavior Research Institute mit Skinners Roman Walden Two in Zusammenhang.
1966 gründete Israel die Association for Social Design, deren Ziel der Aufbau eines weltweiten Netzwerks von experimentellen Gemeinschaften war. 1967 erfolgte in Arlington, Massachusetts die Gründung einer solchen Kommune unter Israels Leitung. Die Gemeinschaft zerbrach nach kurzer Zeit, wie auch eine zweite Kommune im Bostoner Stadtteil South End und die Association for Social Design. Israel begründete das Scheitern später damit, dass die Mitglieder der Gemeinschaften nicht miteinander klargekommen seien. Andere machten Israels patriarchalischen Führungsstil für das Scheitern verantwortlich. In der Folgezeit erwog Israel die Eröffnung einer Schule, zunächst um für die Mitglieder seiner geplanten Gemeinschaft Arbeitsplätze zu schaffen.

## 1971 bis 1979

### Gründung des Behavior Research Institute
1971 wurde von Israel in Providence, Rhode Island, die Einrichtung „Behavior Research Institute“ als Tagesschule mit nur zwei Patienten, einem Autisten und einem Schizophrenen gegründet. Im folgenden Jahr konnte das BRI Räume im nahegelegenen Cranston, im Wohnhaus der Eltern des schizophrenen Patienten anmieten. Um 1975 kam das „Behavior Research Institute“ mit einer weiteren Einrichtung nach Seekonk, Massachusetts. 1977 gründete Israel eine Zweigstelle in Kalifornien, die auch als Träger zweier Heime in Attleboro und Rehoboth, Massachusetts fungierte.
Bereits in diesen frühen Jahren wurde in erheblichem Umfang die Aversionstherapie eingesetzt, die positive Bestärkung mit verbalem Lob oder kleinen Belohnungen war ebenfalls ein Mittel der Behandlung. Auf Psychopharmaka wurde hingegen weitgehend verzichtet. Die Mittel der Aversionstherapie waren damals noch Zwicken, Schläge mit einem Löffel, Riechsalz und das erzwungene Tragen eines „Lärmhelms“, der die Patienten starken akustischen Reizen aussetzte. Bereits 1979 veröffentlichten Behörden des Bundesstaats New York, aus dem seinerzeit 15 Patienten stammten, zwei Berichte über die Methoden des „Behavior Research Institute“, in denen Anzeichen körperlicher und seelischer Misshandlung dokumentiert wurden. In einem der Berichte wurde zur Wirksamkeit der Zwangsmittel ausgeführt, dass die Patienten in ihre alten Verhaltensweisen zurückfielen, sobald die unmittelbare Strafandrohung nicht mehr bestünde.

### Frühe Einführung der Videoüberwachung
Seit 1975 setzte das Behavioral Research Institute Überwachungskameras in den Räumen ein, in denen Schüler behandelt wurden. In späteren Jahren wurde der Einsatz solcher Kameras als Maßnahme zum Schutz der Schüler bezeichnet. Tatsächlich verfügt das Institut über besonderes Personal nur zur akustischen und visuellen Überwachung der Unterrichtsräume. Die Aufgabe dieser Mitarbeiter besteht vornehmlich in der Überwachung der Lehrer, unterlassene Bestrafungen führen zu einem telefonischen Hinweis an den Lehrer und werden dokumentiert, um sie dem Lehrer bei wiederholtem Verzicht auf Bestrafungen vorhalten zu können. Sämtliche Unterrichtsräume und Wohneinrichtungen des Judge Rotenberg Center werden heute aus einem Videoraum in der Hauptniederlassung in Canton, Massachusetts fernüberwacht.

## 1980 bis 1989

### Todesfall in Kalifornien 1981
Am 17. Juli 1981 starb in einer vom „Behavior Research Institute“ betriebenen Einrichtung in Northridge, Kalifornien der 14-jährige Danny Aswad, während er mit dem Gesicht nach unten auf sein Bett gefesselt war. Bei der Obduktion wurde ein natürlicher Tod festgestellt, dennoch wurde die Einrichtung von der Aufsichtsbehörde, dem California Department of Social Services unter eine zweijährige Bewährungszeit gestellt. 1982 legte die Behörde eine 63-seitige Klageschrift gegen das BRI vor. Darin wurden als Mängel aufgeführt, dass Patienten als Strafe die Nahrung verweigert würde, und dass die Mitarbeiter darin geschult würden, Spuren von Misshandlungen zu verdecken. Darüber hinaus seien Patienten dazu ermuntert worden, für einen Film über das BRI Formen krankhaften Verhaltens nachzustellen, um im Film zu zeigen wie Patienten sich vor einer Behandlung verhielten. In einer Vereinbarung mit der Aufsichtsbehörde wurde dem BRI die Benutzung stärkerer Zwangsmittel als dem Bespritzen mit Wasser untersagt, und Matthew L. Israel wurde das Betreten der Einrichtung in Northridge verboten.

### Todesfall in Massachusetts 1985 und Versuch der Schließung
Der 22-jährige Vincent Milletich aus Queens, New York City, besuchte mit etwa 60 weiteren Patienten eine Schule des Behavior Research Institute in Providence, Rhode Island. Am 23. Juli 1985 wurde er nach einem Anfall in der Wohnanlage in Seekonk, Massachusetts mit einer Maske und einem „Lärmhelm“ auf dem Kopf auf einen Stuhl gefesselt. Milletich erstickte, in einem nachfolgenden Gerichtsverfahren wurde das BRI wegen der Zulassung der Behandlung und der unzureichenden Aufsicht darüber der Fahrlässigkeit schuldig gesprochen.
Das zuständige Office for Children des Bundesstaates Massachusetts verfügte noch im selben Jahr die Schließung des Behavior Research Institute. Das Behavior Research Institute legte dagegen Beschwerde ein und verklagte ihrerseits die Behörde. In der folgenden gerichtlichen Auseinandersetzung wurde von einem Richter vorgeschlagen, dass das BRI auf die Anwendung von Zwangsmitteln zukünftig verzichten solle. Dazu kam es nicht, denn im Jahre 1986 demonstrierte Matthew L. Israel bei einer Anhörung vor dem Vormundschaftsgericht des Bristol County eine Patientin, die an einer besonders schweren Form selbstverletzenden Verhaltens litt. Der vorsitzende Richter Ernest Rotenberg entschied, dass die Patientin nicht dazu in der Lage sei, eigenständige Entscheidungen über ihre Therapie zu treffen. Wäre sie dazu in der Lage, würde sie das BRI wählen.
1987 schlossen das Behavior Research Institute und der Staat Massachusetts einen Vergleich, der die Zahlung von 580.000 Dollar an das BRI vorsah. Judge Rotenberg gestattete dem BRI die Anwendung aversiver Mittel, die seinerzeit noch keine Elektroschocks beinhalteten, solange diese in einem vom Vormundschaftsgericht genehmigten individuellen Behandlungsplan vorgesehen waren. Damit war das Behavior Research Institute für die Zukunft weitgehend der Kontrolle der Aufsichtsbehörden entzogen.

## 1990 bis 1999

### Todesfall in Massachusetts 1990
Im Jahr 1990 starb Linda Cornelison, eine Schülerin des Behavior Research Institute. Linda war geistig zurückgeblieben und unfähig sich zu artikulieren. Eines Tages begann sie auf der Busfahrt zur Schule, sich Schläge in die Magengegend zu versetzen. In der Schule angekommen, legte sie sich auf ein Sofa, doch eine Pflegerin hielt ihre Krankheitssymptome für vorgetäuscht. Nach der Schule kehrte Linda in ihr Wohnheim in Attleboro zurück und erhielt von Mitarbeitern 61 einzelne körperliche Bestrafungen, darunter 13 Schläge mit einem Löffel, 29 mal Zwicken mit den Fingern und fünfmal das erzwungene Inhalieren der Dämpfe von Riechsalz. Am frühen Morgen des folgenden Tages starb sie in einem Krankenhaus an den Folgen eines Magendurchbruchs. Das Massachusetts Department of Mental Retardation stellte in seinem Untersuchungsbericht fest, dass die Schule moralische Prinzipien verletzt habe, dass aber weder die unterlassene medizinische Versorgung noch der Einsatz von Zwangsmitteln zum Tod der Schülerin geführt hätten.

### Einführung von Elektroschock-Geräten
Nach Linda Cornelisons Tod begann Matthew L. Israel mit dem Einsatz des Self-Injurious Behavior Inhibiting System (SIBIS) am Behavior Research Institute. Dieses Instrument sollte dazu dienen, Patienten mit selbstgefährdendem Verhalten 0,2 Sekunden währende Stromschläge zu versetzen, was nach Angaben der Entwickler zu einem fast völligen Einstellen derartigen Verhaltens führe. Darüber hinaus hatte das Gerät den Vorteil, dass die Bestrafungen im Unterschied zu manuellem Einwirken mit Zwicken oder Schlägen standardisiert waren. Das BRI testete die Geräte an 29 Studenten und stellte fest, dass das Gerät nicht in allen Fällen wirkte. Der Wunsch nach einem Gerät mit höherer Spannung wurde vom Hersteller zurückgewiesen, worauf das BRI eine eigene Entwicklung begann. Der im Behavior Research Institute entwickelte Graduated Electronic Decelerator (GED) gab etwa drei Mal so starke Stromschläge ab wie das SIBIS, und die Stromschläge dauerten nicht 0,2, sondern zwei Sekunden.

### Neue Schließungsversuche 1991 bis 1997
1991 nahm Phillip Campbell, der neu ernannte Leiter des Massachusetts Department of Mental Retardation, die Einführung von Elektroschock-Geräten zum Anlass, erneut gegen das Behavior Research Institute vorzugehen. Im Rahmen der folgenden jahrelangen Auseinandersetzungen wurde Campbell unter anderem nachgewiesen, dass er falsche Informationen über das BRI an die Presse weitergeleitet hatte und er ein Ermittlungsteam aus Personen beschäftigt hatte, die gegenüber dem BRI voreingenommen waren.
Das Behavior Research Institute änderte 1994, nach dem Tod Rotenbergs, seinen Namen in Judge Rotenberg Educational Center „um das Andenken an den Richter zu bewahren, der das Programm in den 1980er Jahren vor dem Untergang unter den Händen staatlicher Genehmigungsbehörden bewahrt hatte“ (“to honor the memory of the judge [who] helped to preserve [the] program from extinction at the hands of state licensing officials in the 1980’s”).
1997 entschied der Massachusetts Supreme Judicial Court als oberstes Gericht des Bundesstaates, dass Campbell und seine Behörde wegen verschiedener Handlungen, einschließlich des Meineids, der Missachtung des Gerichts schuldig seien. Es kam zu keiner Strafverfolgung Campbells, er musste jedoch sein Amt niederlegen und das Judge Rotenberg Center erhielt mehr als eine Million Dollar Verfahrenskosten erstattet. Darüber hinaus entzog das Gericht der Behörde die direkte Aufsicht über das Judge Rotenberg Center, für die Vergabe der Lizenz und andere Rechtsakte war nunmehr ein vom Gericht bestellter Anwalt zuständig.

## 2000 bis 2009

### Steigende Schülerzahlen und Umsätze
In den auf den neuerlichen Erfolg in einer juristischen Auseinandersetzung folgenden Jahren erlebte das Judge Rotenberg Center, das überwiegend aus Mitteln der staatlichen Gesundheitsfürsorge finanziert wird, einen starken wirtschaftlichen Aufschwung. Die Schülerzahl stieg im Zeitraum von 2000 bis 2007 von 110 auf 228 Patienten aus zehn verschiedenen Bundesstaaten. Dabei stieg der Umsatz von 18 auf 56 Millionen Dollar. Die Zahl der betriebenen Einrichtungen stieg auf 33, überwiegend in den südlichen Vororten von Boston. Gleichzeitig änderte sich die Ausrichtung des Judge Rotenberg Centers. Waren die Patienten in den Anfangsjahren überwiegend von autistischen Störungen betroffen oder in ihrer geistigen Entwicklung stark zurückgeblieben, so betreute das JRC später überwiegend verhaltensauffällige Schüler, von denen einige aus Strafanstalten kamen. Das führte auch dazu, dass Bildung und Therapie gegenüber der Disziplinierung der Schüler weiter in den Hintergrund traten.

### Kritik an der Qualifikation der Mitarbeiter (2006)
Die Mehrzahl der Beschäftigten des Judge Rotenberg Center verfügt über keine fachliche Qualifikation, die meisten Betreuer haben nur einen Schulabschluss. 2006 stellte die Aufsichtsbehörde des Staates Massachusetts fest, dass von den 17 im JRC beschäftigten Psychologen 14, einschließlich des psychologischen Leiters, nicht die erforderliche staatliche Lizenz besaßen. Im folgenden Jahr rügte das Massachusetts Inspector General’s Office, vergleichbar den Rechnungshöfen in deutschen Bundesländern, dass das JRC in diesem Zusammenhang bis zu 800.000 Dollar zu viel für Leistungen qualifizierter Psychologen abgerechnet haben könnte.

### Untersuchung des New York State Education Department (2006)
Die Mehrzahl der Schüler des Judge Rotenberg Center stammt aus dem Bundesstaat New York, ihre Unterbringung wird von den kommunalen Schulbehörden oder aus anderen öffentlichen Mitteln bezahlt. Daher unterliegt das JRC auch der Aufsicht des New Yorker Bildungsministeriums. Im Rahmen einer mehrtägigen Überprüfung wurde von der Behörde ein 26-seitiger Bericht erstellt, in dem zahlreiche Mängel aufgeführt wurden.
So erhielten Schüler Elektroschocks, weil sie um etwas bettelten, fluchten oder keinen netten Eindruck machten. Ein Mädchen wurde mit einem Stromschlag bedroht, als sie um ein Taschentuch bat, um sich die Nase zu putzen. Manche Schüler mussten sich ihre Mahlzeiten durch ein erwünschtes Verhalten verdienen; entsprachen sie nicht den Anforderungen, wurden sie gezwungen, einen Teil ihres Essens in den Müll zu werfen. Beim Transport zur Schule – die Unterrichtsstätten und die Wohneinrichtungen sind für die meisten Schüler getrennt – waren fast alle Schüler in irgendeiner Weise gefesselt, sei es mit Handschellen oder Fußfesseln. Schüler konnten über Stunden an Pritschen oder Stühlen fixiert werden. Auch so fixierte Schüler erhielten Elektroschocks. Die Mehrheit der „Lehrer“ in den Klassenräumen hatte keine staatliche Zertifizierung als Lehrer. Die vom JRC in der Eigenwerbung als „von der FDA zugelassen“ bezeichneten Elektroschock-Geräte hatten keine Zulassung. Das JRC führte keine Überprüfung der angewandten Zwangsmittel auf mögliche negative Folgen wie Depression, Angstzustände oder soziale Deprivation durch.
Matthew L. Israel reagierte wie schon bei anderen Gelegenheiten mit einer umfangreichen Kritik an der Behörde, er stritt einen Teil der Vorwürfe als unwahr ab, beschuldigte die Beamten als voreingenommen und erklärte in Bezug auf die Elektroschocks: „Es gibt keine Nebenwirkungen der GED, die es zu berücksichtigen gilt“.

### Misshandlungen 2007
Am frühen Morgen des 26. August 2007 rief ein zwei Wochen zuvor aus der Einrichtung fortgelaufener Schüler in einem Wohnheim des Judge Rotenberg Center in Stoughton, Massachusetts an und täuschte das Pflegepersonal dahingehend, dass er sich als Mitarbeiter im Video-Überwachungsraum ausgab. Er forderte die Bestrafung zweier Patienten wegen Fehlverhaltens vor Beginn der Nachtschicht, ein Schüler sollte 60 Stromschläge erhalten.
Bei der auf einem Videoband dokumentierten Bestrafung eines dieser Schüler kam es zu einer fast eine halbe Stunde währenden Auseinandersetzung mit bis zu sechs Pflegern, die den Schüler schließlich auf einer Pritsche fixierten, obgleich für diesen Patienten eine Fesselung nicht gerichtlich zugelassen war. Vor und während der Fixierung erhielt der Schüler 70 bis 77 Stromschläge, weil die Betreuer zeitweise falsch mitzählten. Sie nannten dem Schüler bei fast jedem Stromschlag den konkreten Grund für die Bestrafung. Dies war in den Regeln der Einrichtung so vorgesehen, das Verabreichen eines Stromschlags sollte stets mit einer Begründung einhergehen. Der zweite Schüler erhielt mindestens 28 Stromschläge und erlitt Verbrennungen ersten Grades. Später erklärten die beteiligten Betreuer, dass sie auf ihre Jobs angewiesen seien, und daher täten was man von ihnen verlange.
Das Videoband, auf dem die Misshandlungen der Schüler dokumentiert waren, wurde vernichtet, nachdem es Ermittlungsbeamten der Disabled Persons Protection Commission gezeigt worden war. Die Zerstörung des Bandes erfolgte entgegen der behördlichen Anweisung, das Band aufzubewahren.

## Kontroversen seit 2010

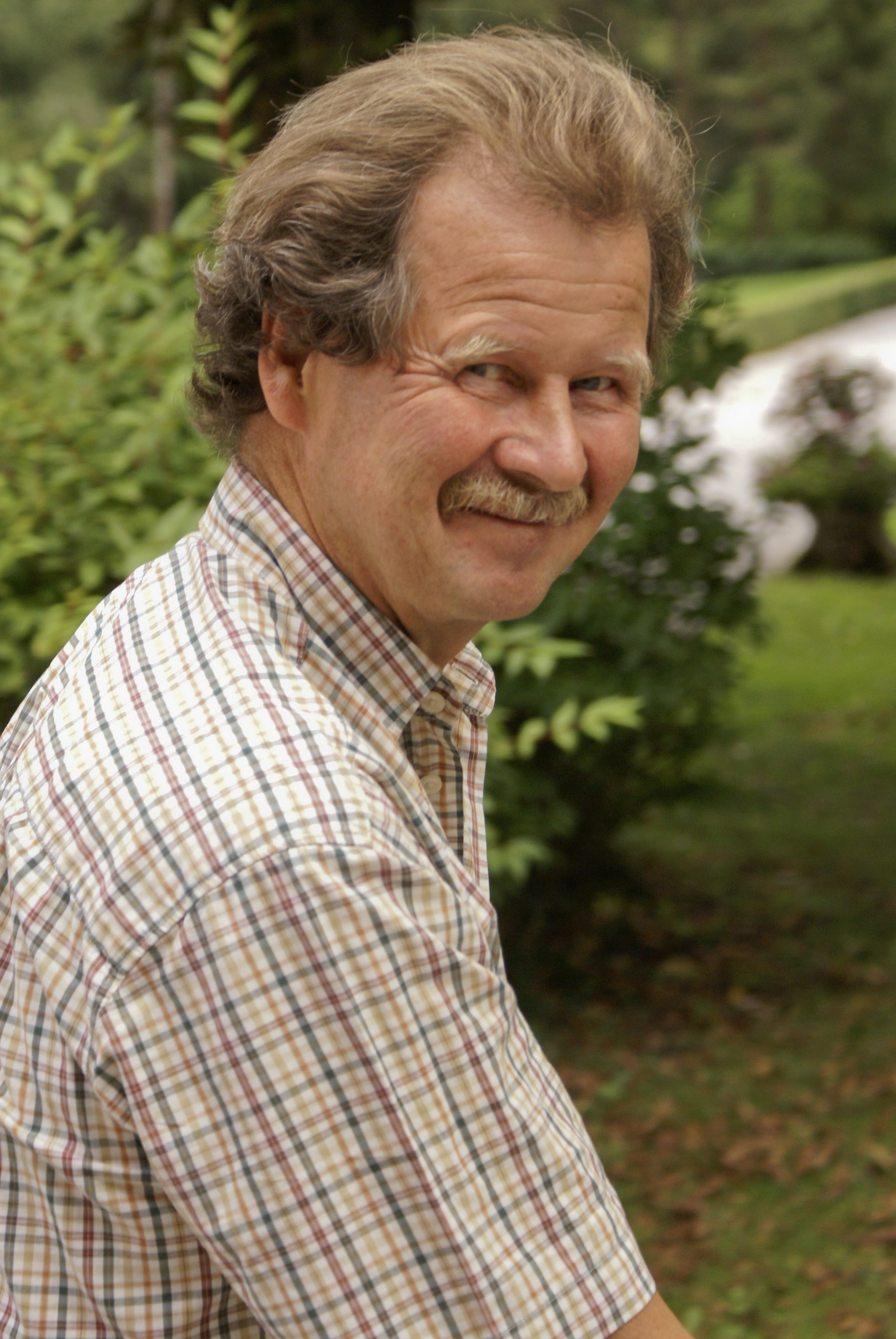
Manfred Nowak, UN-Sonderberichterstatter über Folter von 2004 bis 2010

### UN-Sonderberichterstatter über Folter (2010)
Am 29. April 2010 richtete die amerikanische Bürgerrechtsorganisation Mental Disability Rights International (MDRI) eine Beschwerde an den UN-Sonderberichterstatter über Folter, in der sie geltend machte, dass die Patienten des Judge Rotenberg Center wegen des Einsatzes von Zwangsmitteln Opfer von Menschenrechtsverletzungen seien. Am 11. Mai sandte der UN-Sonderberichterstatter Manfred Nowak einen „dringenden Appell mit der Aufforderung zu einer Untersuchung“ an die Regierung der Vereinigten Staaten. Später wies er in einem Interview auf das absolute Verbot der Folter hin: “This is torture. (…) You cannot balance this. The prohibition of torture is absolute”.
Das Judge Rotenberg Center veröffentlichte als Reaktion auf die Beschwerde an den UN-Sonderberichterstatter eine umfangreiche Stellungnahme Matthew L. Israels, in der die Initiative von Mental Disability Rights International als „nichts als das Wiederkäuen veralteter, falscher und unbewiesener Anschuldigungen gegen JRC“ bezeichnet wurde. Israel stellte in einer E-Mail an einen Enthüllungsjournalisten des New Yorker Fernsehsenders WNBC fest, dass seine Methoden oft die letzte Behandlungsmöglichkeit für schwer gestörte Individuen seien. Sie stellten eine sichere, wirksame und weniger belastende Methode der Verhaltenstherapie dar, die Patienten von Fixierung, Medikamenten, Selbstverstümmelung und den damit verbundenen starken Schmerzen befreie. Die Veröffentlichung führte darüber hinaus an, dass die vom MDRI genannten Beweise entstellende Zitate von der Webseite des JRC und selektiv wiedergegebene Aussagen ehemaliger Schüler seien, die lediglich die Behandlungsmethoden und nicht ihre Wirkung in Bezug auf ein besseres Leben wiedergeben. Israel meinte, es sei Folter diese Schüler nicht zu behandeln, sie für den Rest ihres Lebens medikamentös ruhigzustellen und sie in einer Anstalt unterzubringen (“It would be torture to not treat these students and allow them to be chemically restrained and warehoused for the rest of their lives”).

### Prozess wegen der Vernichtung von Beweismitteln (2011)
Im Mai 2011 wurde der 77-jährige Gründer des Judge Rotenberg Educational Center, Matthew L. Israel, wegen der Vernichtung von Beweismitteln und der Zeugenbeeinflussung angeklagt. Ihm wurde zur Last gelegt, einem Mitarbeiter den Auftrag zur Zerstörung einer im Jahr 2007 entstandenen Videoaufzeichnung erteilt zu haben. Mit dieser Aufzeichnung wurden die damaligen Misshandlungen zweier Schüler mit Dutzenden von Elektroschocks dokumentiert, Ermittlungsbeamte der Aufsichtsbehörde hatten Israel aufgefordert, die Aufzeichnung aufzubewahren. Im Rahmen einer Vereinbarung mit der Staatsanwaltschaft legte er die Leitung des Zentrums mit Wirkung vom 1. Juni 2011 nieder, um einer mehrjährigen Haftstrafe zu entgehen. Zu seinen Bewährungsauflagen gehörte, dass er in Zukunft weder als Vorstandsmitglied des Zentrums tätig sein noch dort irgendeine bezahlte Tätigkeit ausüben dürfe. Das Judge Rotenberg Educational Center wurde in der Folgezeit von einem gerichtlich bestellten Gutachter dahingehend überprüft, ob angemessene Maßnahmen getroffen worden seien, die eine Wiederholung solcher Vorfälle für die Zukunft ausschließen.

### Fehlende Zulassung der Elektroschockgeräte (2011 bis 2013)
Die im Judge Rotenberg Center benutzten Elektroschockgeräte, die Graduated Electronic Decelerators (GED), wurden von Mitarbeitern des JRC entwickelt und 1994 von der Food and Drug Administration (FDA) als Zulassungsbehörde für Medizinprodukte genehmigt. Seit der Genehmigung hat das JRC zwei Mal neue Geräte mit stärkeren Stromschlägen eingeführt. Dem Gründer des Judge Rotenberg Center, Matthew L. Israel, zufolge wurde die Spannung erhöht, weil sich einige Schüler an die Stromschläge gewöhnt hatten. Die einzigen Nebenwirkungen, an die er sich erinnern könne, seien „Marken“, die einige Tage sichtbar bleiben könnten.
Bereits am 23. Mai 2011 hatte die Food and Drug Administration das Judge Rotenberg Center darüber informiert, dass die veränderten Geräte eine neue Zulassung der FDA benötigten. Am 29. Juni 2012 sandte die FDA einen weiteren Brief an das Judge Rotenberg Center. Auf keinen der beiden Briefe reagierte das Unternehmen, worauf die FDA am 6. Dezember 2012 eine förmliche Warnung an das JRC richtete und dessen Vertreter für den 9. Januar 2013 zu einem förmlichen Treffen vorlud, um sicherzustellen, dass der Einsatz nicht zugelassener Geräte beendet wird. Im Januar 2013 forderte Brian A. Joyce die FDA auf, dem Judge Rotenberg Center den Einsatz der Elektroschockgeräte sofort zu untersagen. Das JRC habe die Besorgnis der Food and Drug Administration über mehr als eineinhalb Jahre ignoriert, und die FDA habe die einmalige Gelegenheit, „dieses barbarische System zur Bestrafung schwer behinderter Kinder“ sofort zu beenden. In einer Stellungnahme des Judge Rotenberg Centers hieß es dazu, dass das JRC mit der FDA uneingeschränkt zusammenarbeiten wolle, und dass die Elektroschockgeräte von den Gerichten in Massachusetts als Teil der Therapiepläne für Patienten mit den gefährlichsten Formen von Verhaltensstörungen zugelassen seien.

### Einschränkung der Anwendung von Zwangsmitteln (2012)
Mit Wirkung vom 30. Oktober 2011 wurde den unter Aufsicht der Department of Developmental Services (DDS) in Massachusetts tätigen Einrichtungen, darunter jene des Judge Rotenberg Center, die Behandlung neu aufgenommener Patienten mit starken Zwangsmitteln wie Elektroschocks, Anbinden über längere Zeit oder anderen die psychische Gesundheit gefährdenden Mitteln untersagt. Nur Patienten für die am 1. September 2011 gerichtlich überprüfte Therapiepläne vorlagen, in denen Elektroschocks vorgesehen waren, durften weiter dieser Behandlung ausgesetzt werden. Zu diesen Patienten mit alten gerichtlich überprüften Therapieplänen gehörten 88 der 233 Schüler.
Das Judge Rotenberg Center berief sich weiter darauf, dass seine Anwendung von Elektroschocks auf im Einzelfall durch das Vormundschaftsgericht festgelegten Therapieplänen beruhe. Gleichwohl wurden die bis Mitte 2012 neu aufgenommenen Patienten nicht mit Elektroschocks behandelt, und das JRC hatte bis zu diesem Zeitpunkt keine Rechtsmittel gegen die Verfügung des Department of Developmental Services eingelegt. In seinem im März 2013 veröffentlichten Bericht über die weltweite Anwendung der Folter kritisierte der UN-Sonderberichterstatter, dass die Regelung nur neue Schüler vor starken Zwangsmitteln wie Elektroschocks schütze.

### Neuer Rechtsstreit über Misshandlungen von 2002 (2012)

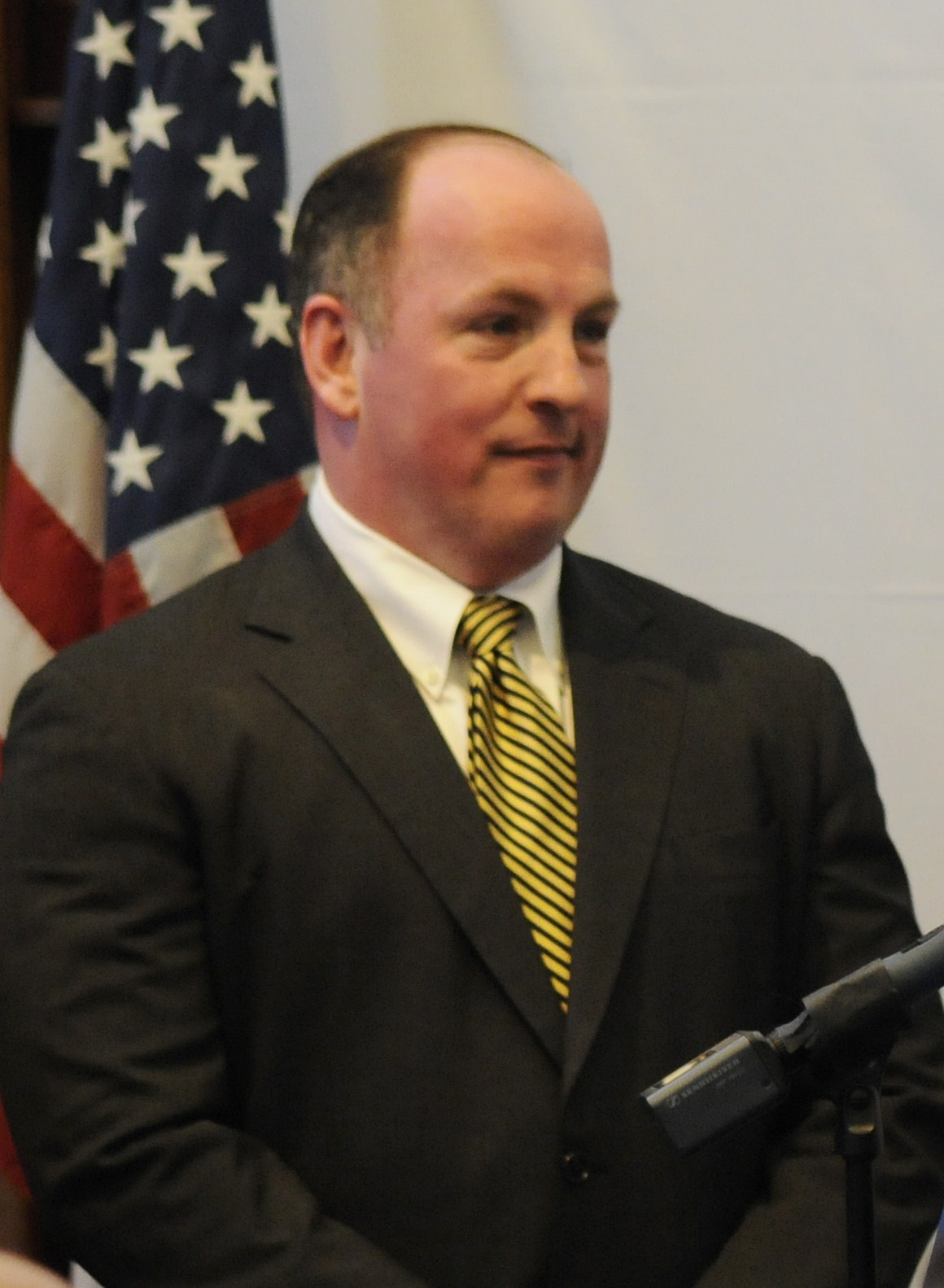
Brian A. Joyce, Mitglied des Senats von Massachusetts

Im April 2012 kam es vor dem Gericht in Dedham, Massachusetts zu einem Verfahren, in dem die Mutter eines zur Tatzeit 18-jährigen als autistisch und geistig leicht zurückgeblieben bezeichneten Patienten das Judge Rotenberg Center und drei seiner Mitarbeiter verklagte. Der Klageschrift zufolge wurde der Schüler im Jahr 2002 mehr als fünf Stunden lang auf einer Pritsche fixiert und erhielt während dieser Zeit dutzende Stromschläge. Im Gerichtssaal wurde ein Videoband vorgeführt, auf dem der schreiende und um Hilfe flehende Schüler Elektroschocks ausgesetzt wurde, während mehrere Pfleger ihn zu überwältigen versuchten. Die Videoaufzeichnung war teilweise bereits in einem Zivilverfahren vorgeführt und anschließend in der Nachrichtensendung Fox 25 News des in Boston ansässigen Fernsehsenders WXFT ausgestrahlt worden. Die Mutter des Opfers machte geltend, dass ihr Sohn durch die Misshandlungen bleibende Schäden erlitten habe, er sei nun in einer staatlichen Einrichtung untergebracht und erhielte starke Medikamente.
Die Anwälte des JRC erwiderten, dass alle auf dem Videoband zu erkennenden Handlungen dem gerichtlich zugelassenen Therapieplan des Patienten entsprochen hätten. In einer Erklärung des Judge Rotenberg Center hieß es dazu, dass die eingesetzten Mittel der Aversionstherapie angemessen seien und das Videoband nur existiere, weil das JRC in jedem Raum, in dem Schüler behandelt würden, Kameras einsetze. Das JRC sei die einzige Einrichtung, die so verfahre, und das werde getan, um die ihm anvertrauten Schüler zu schützen und jeden Einsatz von Elektroschocks überprüfen zu können. Der Rechtsstreit wurde noch im Frühjahr 2012 beigelegt.
An der erneut entfachten öffentlichen Debatte über die Behandlungsmethoden des JRC beteiligte sich Brian A. Joyce, Mitglied des Senats von Massachusetts, in dessen Wahldistrikt das JRC liegt. Joyce wendet sich nach eigenen Angaben seit mehr als 20 Jahren gegen die im JRC angewendeten Praktiken und hat eine Reihe von Gesetzesvorschlägen eingebracht, die jedoch alle am Widerstand im Repräsentantenhaus von Massachusetts gescheitert sind, in dem einige Unterstützer des JRC sitzen.
Die Mutter des 2002 misshandelten Schülers und ein ehemaliger Mitarbeiter des JRC, der eigenen Angaben zufolge selbst Patienten Elektroschocks verabreicht hatte, übergaben dem Massachusetts General Court, dem Parlament des Staates Massachusetts, im Mai 2012 eine Petition mit 215.000 auf Change.org gesammelten Unterschriften. Mit der Petition wurde der Gesetzgeber aufgefordert, den Einsatz von Elektroschocks zur Behandlung behinderter Schüler zu verbieten.

### Kritik des National Council on Disability (2012)
In seinem am 18. September 2012 veröffentlichten Bericht über die Behindertenpolitik der USA nannte der National Council on Disability (NCD), eine unabhängige Bundesbehörde, das Judge Rotenberg Center namentlich und kritisierte die dort angewandten Zwangsmittel. Die Vorgänge um das JRC seien eine Frage nationaler Bedeutung, und der National Council on Disability habe das Justizministerium im April 2012 dringend zu einer beschleunigten Untersuchung des JRC und zur Veröffentlichung der Ergebnisse aufgefordert. Der Council empfahl die Schließung des JRC und die Unterstützung des vom Staat Massachusetts erlassenen Verbots von Elektroschocks als therapeutisches Mittel.

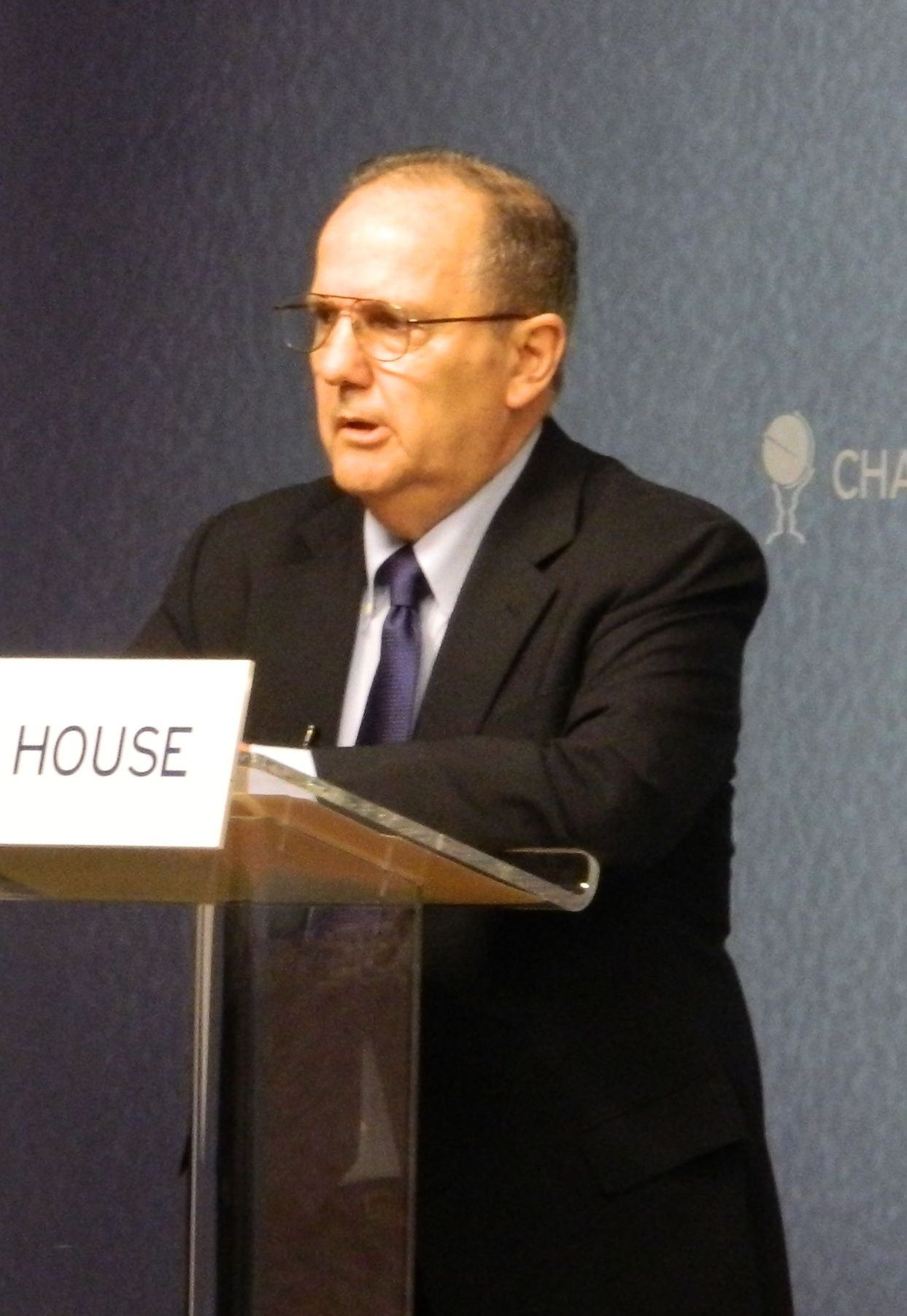
Juan E. Méndez, seit 2010 UN-Sonderberichterstatter über Folter

### UN-Sonderberichterstatter über Folter (2012 bis 2013)
Der Fall aus dem Jahr 2002 führte zu einer neuerlichen Untersuchung durch den UN-Sonderberichterstatter über Folter, Juan E. Méndez. Méndez erklärte dazu in einem Interview des Fernsehsenders Fox 25 im Juni 2012, dass Stromschläge eindeutig mit Schmerzen und Leiden in Verbindung gebracht würden. Nun hänge die Beurteilung von Dauer und Stärke der Stromschläge ab und von dem beabsichtigten Zweck.
In seinem im März 2013 veröffentlichten Bericht über die weltweite Anwendung der Folter erklärte der Sonderbeauftragte mit Bezug auf das Judge Rotenberg Center, dass manche der in den Vereinigten Staaten zur Behandlung von Autismus angewandten Methoden Folter darstellten. Méndez würdigte eine Reihe der bis dahin vom Staat Massachusetts ergriffenen Maßnahmen und eine noch nicht abgeschlossene Untersuchung des Justizministeriums über mögliche Verstöße gegen Gesetze zum Schutz der Bürgerrechte. Weiterhin bezog er sich auf die Absichtserklärung des Staates New York, für im JRC untergebrachte Schüler bis zum Juni 2014 Plätze in Einrichtungen innerhalb des Bundesstaates zu schaffen, in denen Elektroschocks unzulässig seien. Méndez äußerte sich jedoch besorgt, dass das Judge Rotenberg Center lediglich in einen anderen Bundesstaat abwandern könne, wenn der Weiterbetrieb in Massachusetts nicht mehr möglich sei. Er forderte Maßnahmen auf Bundesebene, um die Anwendung starker Zwangsmittel in den ganzen USA zu unterbinden.

### Ende der Finanzierung durch Medicaid (2012 bis 2013)
Im Dezember 2012 erklärten die Centers for Medicare and Medicaid Services, eine Bundesbehörde zur Verwaltung staatlicher Gesundheitsleistungen, dass sie in Zukunft keinerlei Mittel aus dem Medicaid-Programm für Patienten in Einrichtungen bereitstellen würden, in denen Elektroschocks als Zwangsmittel angewandt werden. Das gelte auch dann, wenn der betreffende Patient selbst keine Elektroschocks erhalte. Die Neuregelung trat im Frühjahr 2013 in Kraft. Die Behörde begann bereits zum Beginn des Jahres damit, die Patienten und ihre Familien darüber zu informieren, dass sie in eine andere Einrichtung wechseln oder auf die staatliche Beihilfe verzichten müssten.

### Klage des Staates Massachusetts (2013)
Am 14. Februar 2013 erhob die Regierung des Staates Massachusetts Klage gegen die Vereinbarung aus dem Jahr 1987, die dem Judge Rotenberg Center seither den Betrieb unter weitgehendem Ausschluss behördlicher Aufsicht ermöglicht hatte. Die Regierung machte geltend, dass die damalige Vereinbarung nicht mehr modernen Erkenntnissen entspreche. Heute herrsche in der Fachwelt überwältigende Übereinstimmung darin, dass das Verursachen von Schmerzen und Unbehagen durch Stromschläge unangemessen sei und nicht den Pflegestandards entspreche. Ein Anwalt des Judge Rotenberg Center erklärte zu dem Vorstoß der Regierung, dass die Tatsachen, das Gesetz oder der Stand der Wissenschaft sich nicht geändert hätten. Die Regierung wolle lediglich Zwangsmittel verbieten.
Die kurzfristigen Auswirkungen, die sich aus einem möglichen Erfolg der Klage für die Behandlung von Patienten im Judge Rotenberg Center ableiten ließen, sind unklar. Sicher ist, dass eine positive Entscheidung den Behörden mehr Einflussmöglichkeiten eröffnen würde und dass die Anwendung von Elektroschocks bei zukünftigen Entscheidungen über eine Verlängerung der Lizenz oder anderen behördlichen Maßnahmen eine Rolle spielen könnte.

## Unterschiedliche Reaktionen betroffener Eltern
Ungeachtet der öffentlichen Kritik wünschen viele betroffene Eltern die Fortsetzung des Einsatzes von Elektroschocks, weil dies die einzige Behandlungsmethode sei, die bei ihren Kindern wirke. Das JRC wurde dafür gelobt, dass es Eltern und Kindern die Möglichkeit des Zusammenlebens biete. Eine Reihe von Eltern begrüßt ihre Einbeziehung in die Therapie und die auch durch die Videoüberwachung gewährleistete absolute Transparenz der Betreuung. Der weitgehende Verzicht auf Psychopharmaka wird ebenfalls als positiv beschrieben, namentlich von Eltern, deren Kinder eine langfristige medikamentöse Behandlung hinter sich haben. Darüber hinaus nehme das JRC fast alle Patienten auf, einschließlich solcher, die von anderen Einrichtungen wegen ihres gewalttätigen Verhaltens abgewiesen worden seien. Die Appelle hilfloser und verzweifelter Eltern zur Erhaltung des Judge Rotenberg Centers werden als ein wesentlicher Grund für das wiederholte Scheitern behördlicher und parlamentarischer Bemühungen um eine Schließung des JRC gesehen. Es wurde in der Auseinandersetzung um das JRC wiederholt geltend gemacht, dass die Elektroschocks zur Behandlung von Patienten mit schwersten Störungen notwendig seien, damit sie nicht sich selbst oder andere verletzten.
Andere Eltern haben sich in der Vergangenheit kritisch über die Methoden des JRC geäußert. Einige haben die Schule wegen des Einsatzes von Zwangsmitteln verklagt und beteiligen sich an dem von verschiedenen Organisationen geführten Protest gegen das JRC.